# Diacyclops puuc
Diacyclops puuc är en kräftdjursart som beskrevs av Fiers in Fiers et al. 1996. Diacyclops puuc ingår i släktet Diacyclops och familjen Cyclopidae. Inga underarter finns listade i Catalogue of Life.